# Dagurowie
Dagurowie, Daurowie, Dachurowie, Dahurowie – naród pochodzenia mongolskiego.
Dagurowie zamieszkują północną część Mongolii Wewnętrznej (Chiny). Trudnią się myślistwem, rolnictwem i hodowlą. Około 250 tys. osób (1980). Posługują się językiem dagurskim. Do połowy XVII wieku koczowali również na obecnym terytorium Rosji (nad górnym Amurem, Szyłką i Zeją) i z tego powodu południowe Zabajkale nazwano Daurią. Wcieleni do służby w armii dynastii Qing w 1643 i 1651 roku Dagurowie odparli najazdy rosyjskich kozaków.